# Сапатока
Сапатока (исп. Zapatoca) — город и муниципалитет в северо-восточной части Колумбии, на территории департамента Сантандер. Входит в состав провинции Метрополитана.

## История
Поселение, из которого позднее вырос город, было основано 1 января 1743 года. Муниципалитет Сапатока был выделен в отдельную административную единицу в 1876 году.

## Географическое положение

Муниципалитет Сапатока

Город расположен в центральной части департамента, в горной местности Восточной Кордильеры, к западу от реки Согамосо, на расстоянии приблизительно 32 километров к юго-западу от города Букараманги, административного центра департамента. Абсолютная высота — 1696 метров над уровнем моря.
Муниципалитет Сапатока граничит на севере с территорией муниципалитета Бетулия, на северо-востоке — с муниципалитетом Сан-Хуан-де-Хирон, на востоке — с муниципалитетами Лос-Сантос и Вильянуэва, на юго-востоке — с муниципалитетом Баричара, на юге — с муниципалитетом Галан, на западе — с муниципалитетом Сан-Висенте-де-Чукури. Площадь муниципалитета составляет 360 км².

## Палеонтология

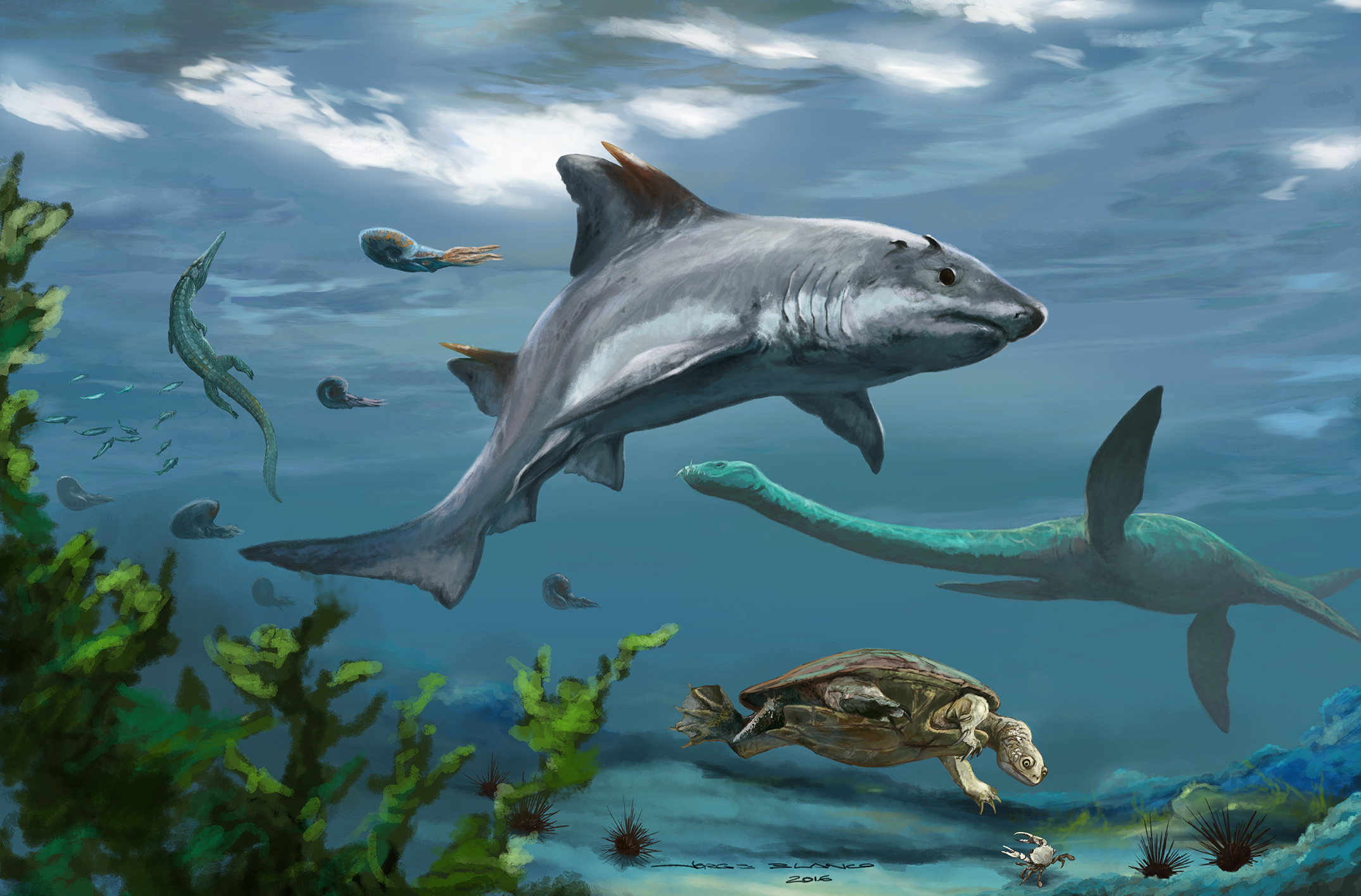
Strophodus и другие животные из формации формация Розабланка

В окрестностях Сапатоки обнаружены окаменелости животных раннего мелового периода, представленные в формации Розабланка валанжинского-готеривского веков. Ископаемый материал представлен рыбами, в частности пикнодонтообразными и гибодонтообразным Strophodus, а также ихтиозаврами, эласмозавридами. Здесь же найдены окаменелости черепах, в числе которых Notoemys zapatocaensis, образцы птерозавров предположительно из семейства орнитохейрид (Ornithocheiridae) и аммонита Saynoceras verrucosum. Есть сведения и о присутствии в этих слоях крокодиломорфа из надсемейства Metriorhynchoidea. В валанжинском-готеривском веках этот район являлся морской отмелью, где важная трофическая роль, скорее всего, отводилась гибодонтообразным и пикнодонтообразным рыбам, нападавшим на панцирных и раковинных животных.

## Население
По данным Национального административного департамента статистики Колумбии, совокупная численность населения города и муниципалитета в 2015 году составляла 8929 человек.
Динамика численности населения муниципалитета по годам:
| 2005 | 2006 | 2007 | 2008 | 2009 | 2010 | 2011 | 2012 | 2013 | 2014 | 2015 |
| ---- | ---- | ---- | ---- | ---- | ---- | ---- | ---- | ---- | ---- | ---- |
| 9449 | 9341 | 9292 | 9236 | 9195 | 9147 | 9109 | 9061 | 9019 | 8969 | 8929 |

Согласно данным переписи 2005 года мужчины составляли 48,7 % от населения Сапатоки, женщины — соответственно 51,3 %. В расовом отношении белые и метисы составляли 99,96 % от населения города; негры, мулаты и райсальцы — 0,03 %; индейцы — 0,01 %.
Уровень грамотности среди всего населения составлял 88,9 %.

## Экономика
Основу экономики Сапатоки составляют сельское хозяйство и добыча полезных ископаемых.
61,6 % от общего числа городских и муниципальных предприятий составляют предприятия торговой сферы, 24,9 % — предприятия сферы обслуживания, 11,7 % — промышленные предприятия, 1,8 % — предприятия иных отраслей экономики.